# Chodzież (gemeente)
De gemeente Chodzież is een landgemeente in het Poolse woiwodschap Groot-Polen, in powiat Chodzieski.
De zetel van de gemeente is in Chodzież.
Op 30 juni 2004 telde de gemeente 5338 inwoners.

## Oppervlakte gegevens
In 2002 bedroeg de totale oppervlakte van gemeente Chodzież 212,74 km², waarvan:
- agrarisch gebied: 44%
- bossen: 49%

De gemeente beslaat 31,26% van de totale oppervlakte van de powiat.

## Demografie
Stand op 30 juni 2004:
| Omschrijving                   | Totaal | Totaal | Vrouwen | Vrouwen | Mannen | Mannen |
| ------------------------------ | ------ | ------ | ------- | ------- | ------ | ------ |
| eenheid                        | aantal | %      | aantal  | %       | aantal | %      |
| inwoners                       | 5338   | 100    | 2677    | 50,1    | 2661   | 49,9   |
| bevolkingsdichtheid (inw./km²) | 25,1   | 25,1   | 12,6    | 12,6    | 12,5   | 12,5   |

In 2002 bedroeg het gemiddelde inkomen per inwoner 1381,65 zł.

## Administratieve plaatsen (sołectwo)
Konstantynowo, Milcz, Nietuszkowo, Oleśnica, Pietronki, Podanin, Rataje, Stróżewice, Stróżewo, Strzelce, Zacharzyn.

## Overige plaatsen
Cisze, Ciszewo, Drzązgowo, Jacewko, Kamionka, Kierzkowice, Krystynka, Mirowo, Rudki, Słomki, Stróżewko, Strzelęcin, Studzieniec, Trojanka, Trzaskowice, Wymysław.

## Aangrenzende gemeenten
Budzyń, Chodzież, Czarnków, Kaczory, Margonin, Miasteczko Krajeńskie, Szamocin, Ujście

Stad- en landgemeenten:
Margonin · Szamocin

Landgemeenten:
Budzyń · Chodzież (regeringsplaats)
- Virtual International Authority File: 249737955